# The Jackson Sun
The Jackson Sun (рус. Джексон сан) — ежедневная газета в США. Издаётся в Джексоне. Является одной из крупнейших газет западного Теннесси. Принадлежит Gannett Company. Её история насчитывает более 150 лет. Она поставляется в 13 стран мира, издание читают более 128 000 человек.